# Lijst van GP3-coureurs
De volgende coureurs hebben ten minste één start in de GP3 gemaakt tussen 2010 en 2018. Coureurs die cursief gedrukt zijn hebben minstens één Formule 1-race gereden.
De lijst is bijgewerkt tot 25 november 2018.

## A
- Daniel Abt
- Riccardo Agostini
- Jack Aitken
- Alexander Albon
- Mikhail Aleshin
- Giuliano Alesi
- Zoël Amberg
- Zaid Ashkanani
- Gabriel Aubry

## B
- Luciano Bacheta
- Sebastian Balthasar
- Bruno Baptista
- Marco Barba
- David Beckmann
- Roman de Beer
- Michele Beretta
- Emil Bernstorff
- Dorian Boccolacci
- Amaury Bonduel
- Mirko Bortolotti
- Aleksander Bosak
- Ralph Boschung
- Valtteri Bottas - Wereldkampioen 2011
- Alex Brundle
- John Bryant-Meisner
- William Buller

## C
- James Calado
- Andrea Caldarelli
- Tatiana Calderón
- Victor Carbone
- Kevin Ceccon
- Alfonso Celis Jr.
- Gabriel Chaves
- Michael Christensen
- Stefano Coletti
- Leonardo Cordeiro
- Juan Manuel Correa
- Robert Cregan
- Ryan Cullen

## D
- Conor Daly
- Jehan Daruvala
- Devlin DeFrancesco
- Jake Dennis
- Tom Dillmann

## E
- Tio Ellinas
- Jimmy Eriksson
- Mitch Evans - Wereldkampioen 2012

## F
- Julien Falchero
- António Félix da Costa
- Sacha Fenestraz
- Santino Ferrucci
- Jannes Fittje
- Adderly Fong
- Alex Fontana
- Lucas Foresti
- Nirei Fukuzumi
- David Fumanelli
- Antonio Fuoco

## G
- Fabio Gamberini
- Luca Ghiotto
- Vittorio Ghirelli
- Mitch Gilbert
- Samin Gómez
- Richard Gonda
- Felipe Guimarães
- Esteban Gutiérrez - Wereldkampioen 2010

## H
- Jack Harvey
- Rio Haryanto
- Tobias Hegewald
- Christopher Höher
- Anthoine Hubert - Wereldkampioen 2018
- Jake Hughes
- Christophe Hurni
- Thomas Hylkema
- Raoul Hyman

## I
- Callum Ilott
- Matevos Isaakyan

## J
- James Jakes
- Artur Janosz
- Carmen Jordá
- Kevin Jörg
- Daniel Juncadella

## K
- Kang Ling
- Niko Kari
- Marvin Kirchhöfer
- Tamás Pál Kiss
- Jakub Klášterka
- Kevin Korjus
- Patrick Kujala
- Daniil Kvjat - Wereldkampioen 2013

## L
- Simo Laaksonen
- Matias Laine
- Charles Leclerc - Wereldkampioen 2016
- Eric Lichtenstein
- Ivan Loekasjevitsj
- Alessio Lorandi
- Christian Lundgaard
- Alex Lynn - Wereldkampioen 2014

## M
- Fabiano Machado
- Callum MacLeod
- Arjun Maini
- Brandon Maïsano
- Daniel Mancinelli
- Jann Mardenborough
- Nikolay Martsenko
- Nelson Mason
- Joey Mawson
- Nikita Mazepin
- Melville McKee
- Diego Menchaca
- Roberto Merhi
- Nigel Melker
- Miquel Monrás
- Daniel Morad
- Seb Morris
- Nico Müller

## N
- Denis Nagulin
- Akash Nandy
- Josef Newgarden
- Patric Niederhauser
- Pedro Nunes

## O
- Oliver Oakes
- Esteban Ocon - Wereldkampioen 2015

## P
- Will Palmer
- Alex Palou
- Matt Parry
- Pedro Piquet
- Vicky Piria
- Jim Pla
- Alice Powell
- Leonardo Pulcini

## Q
- Adrian Quaife-Hobbs

## R
- Mahaveer Raghunathan
- Facu Regalia
- Patrick Reiterer
- Ethan Ringel
- Alexander Rossi
- George Russell - Wereldkampioen 2017

## S
- Luís Sá Silva
- Carlos Sainz jr.
- Kotaro Sakurai
- Pablo Sánchez López
- Steijn Schothorst
- Doru Sechelariu
- Marcos Siebert
- Alexander Sims
- Dean Smith
- Dmitri Soeranovitsj
- Antonio Spavone
- Richie Stanaway
- Marlon Stöckinger
- Dean Stoneman
- Dominic Storey
- Sandy Stuvik

## T
- Adrien Tambay
- Ivan Taranov
- Konstantin Tereshchenko
- Daniel Ticktum
- Simon Trummer
- Óscar Tunjo
- Mathéo Tuscher
- Ryan Tveter

## U
- Santiago Urrutia

## V
- Aaro Vainio
- Pål Varhaug
- Matthieu Vaxivière
- Giovanni Venturini
- Jean-Éric Vergne
- Richard Verschoor
- Robert Vișoiu
- Beitske Visser
- Nyck de Vries

## W
- John Wartique
- Josh Webster
- Robert Wickens
- Lewis Williamson

## Y
- Nick Yelloly

## Z
- Dino Zamparelli
- Renger van der Zande
- Maxim Zimin
- Emanuele Zonzini

GP2: 2005 · 2006 · 2007 · 2008 · 2009 · 2010 · 2011 · 2012 · 2013 · 2014 · 2015 · 2016 (Lijst van coureurs)

GP3: 2010 · 2011 · 2012 · 2013 · 2014 · 2015 · 2016 · 2017 · 2018 (Lijst van coureurs)

GP2 Asia: 2008 · 2008-2009 · 2009-2010 · 2011 (Lijst van coureurs)